# الفتریا الفتریو
الفتریا الفتریو (به یونانی: Ελευθερία Ελευθερίου) , (به انگلیسی: Eleftheria "Elle" Eleftheriou) (متولد ۱۲ می ۱۹۸۹) خواننده قبرسی-یونانی است.

## زندگی شخصی
وی متولد شهر پارالیمنی، قبرس است و در یونان بزرگ شده‌است.

## یوروویژن
الفتریا سعی داشت در یوروویژن ۲۰۱۰ نماینده یونان شود اما به دلیل منتشر شدن غیرقانونی ترانه روی اینترنت ترانه او رد صلاحایت و از مسابقه خارج شد.
الفتریا نماینده یونان در یوروویژن ۲۰۱۲ می‌باشد. نام ترانهٔ او (به انگلیسی: Aphrodisiac) است. الفتریا یکی از داغ ترن محبوب‌ها برای برنده شدن بود اما در سمی فاینال چهارم شد و در فاینال با اختلاف یک رای از قبرس و اکراین که هر دو ۶۵ رای گرفته بودند , رای ۶۴ رو گرفت و باعث شد یونان رتبه ۱۷ را بگیرد.از زمان ساخت سمی فاینال‌ها این اولین سالی بود که یونان در گروه ۱۰ کشور برتر حضور نداشته.

## دیسکو گرافی

### تک آهنگ‌ها
- ۲۰۱۰ : Kentro Tou Kosmou
- ۲۰۱۰ : Otan Hamilonoume To Fos
- ۲۰۱۱ : Never (Housetwins با همراهی الفتریا)
- ۲۰۱۲ : Aphrodisiac

### موزیک ویدیو ها
- ۲۰۱۰ :Kentro Tou Kosmou
- ۲۰۱۱ :Never (Housetwins با همراهی الفتریا)